# Аврора (програма)
Вижте пояснителната страница за други значения на Аврора.
Аврора е космическа програма на Европейската космическа агенция (ЕКА), основана през 2001 г. за европейско дългосрочно изследване на Слънчевата система чрез роботизирани космически апарати и пилотирани космически полети. Второстепенна цел е търсенето на живот в космоса.
Страните членки в програмата се ангажират да участват в програмата за петгодишни периоди (първият е от 2005 до 2009 г.), след което могат да променят типа на своето участие или да напуснат изцяло.
През първите години на програмата се планират водещи научни програми като ЕкзоМарс и NEXT, както и мисии за демонстрации на ключови технологии чрез капсули за обратно навлизане в атмосферата.
През последните години ЕКА все по-често използва името Изследователска програма Аврора или просто Изследователска програма. Въпреки че пилотираните космически полети остават дългосрочна цел на програмата, усилията са най-вече насочени към ЕкзоМарс и подготовката за международната мисия Марс Семпъл Ретърн. Поради проблем с финансирането от двете страни на Атлантическия океан плановете за тези роботизирани мисии се правят все повече в сътрудничество с НАСА.
На срещата на 29-30 юни 2000 г. в Плимът, Великобритания ЕКА и НАСА подписват споразумение с цел изпълнението на съвместни мисии до Марс през 2016, 2018 и 2020 г., които целят връщане на марсиански проби на Земята. Споразумението не включва мисия ЕкзоМарс, но основни части от научните прибори на мисията е възможно да бъдат използвани. Един от основните участници в програма Аврора Италианската космическа агенция изразява скептицизъм към споразумението, най-вече поради липсата на независима Европейска демонстрация на ключови способности за бъдещо планетарно изследване.
Към момента Аврора има две планирани мисии с името ЕкзоМарс в сътрудничество с Федералната космическа агенция и планирани за 2016 и 2018 г.

## Мисии
През първото десетилетие на програма Аврора, фокусът е върху роботозинираните безпилотни космически апарати.

### Основни мисии
- Първата основна мисия на Аврора е безпилотната мисия ЕкзоМарс. Тя включва орбитален апарат, спускаем модул и марсоход. Изстрелването е планирано за 2016 г.
- Съвместно с НАСА се работи по мисия Марс Семпъл Ретърн, която се очаква да бъде изстреляна през 2016 г.
- Осъществяване на пилотиран полет до 2033 г.

### Второстепенни мисии
Второстепенните мисии са предвидени за технологична демонстрация и са фокусирани върху развитието на определена технология, нужна за основните мисия.
- „Капсула за обратно навлизане в атмосферата на Земята“ – мисия за подготовка на Марс Семпъл Ретърн.